# Descida (futebol americano)

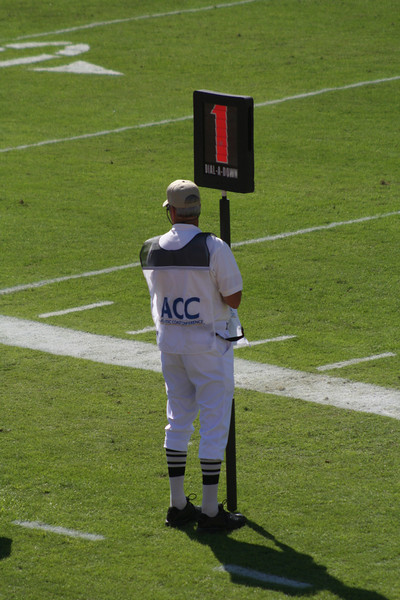
Um funcionário com o marcador de down na linha lateral de um jogo, em 2007.

No futebol americano dos Estados e do Canadá, uma descida (ou down) é o nome dado à cada tentativa de avanço de um time durante seu ataque. Na NFL, um time tem quatro tentativas para conseguir pelo menos 10 jardas, se quiser manter a posse da bola. O time vai conquistado os downs tentando se aproximar da endzone adversária. Um down é determinado entre a linha de scrimmage e o total de jardas (normalmente 10 jardas) que ele precisa para conquistar uma descida. Cada nova descida é chamada de first down.